# Multikanálový odbavovací systém
Multikanálový odbavovací systém (MOS) je název, pod kterým je vyvíjen a propagován odbavovací systém, který má v roce 2018 na území společného integrovaného dopravního systému Prahy a Středočeského kraje nahradit dosavadní koncepčně zastaralý Dopravně odbavovací systém (DOS).  Zpracováním Prováděcího projektu MOS byla rozhodnutím Rady hl. m. Prahy dne 20. 12. 2016 pověřena městská společnost Operátor ICT, a.s., hotový prováděcí projekt měl být odevzdán do 31. května 2017. Do projektového týmu MOS jsou nominováni zástupci společnosti Operátor ICT, organizace ROPID a společnosti DPP.
Za vypracování prováděcího projektu byla stanovena cena 5 702 000 Kč, která je určena zejména pro pokrytí interních a externích personálních nákladů až dvanáctičlenného týmu z OICT, které v projektovém týmu doplní až 7 zástupců z ROPIDu, DPP a Středočeského kraje. Z této ceny 3 902 000 Kč bude hrazeno ze zdrojů magistrátu a 1 800 000 Kč ze zdrojů ROPID.
Nosičem může být nejen Lítačka a jiné dopravní karty, například In-karta ČD, ale i například platební karta nebo mobilní aplikace, do budoucna se pak systém má rozšiřovat i o jiné nosiče – identifikátory, například univerzitní karty.
Do projektu mají být zapojeni všichni dopravci PID včetně Dopravního podniku hlavního města Prahy a Českých drah.
Jednorázové i časové jízdenky má být možno nakupovat a spravovat prostřednictvím mobilní aplikace. Migrací odbavovacího systému do on-line režimu budou eliminovány validátory.
Pro nepravidelné cestující má být zaveden tap-in/tap-out systém, kdy cestující nemusí znát tarify ani dopředu vědět, jak dlouho a kolikrát za den bude jezdit hromadnou dopravou, ale cestuje podle své potřeby a na konci dne mu MOS zpětně vypočítá cenu jízdenky jako nejnižší možnou částku podle skutečného využití hromadné dopravy.
Dosavadní druhy jízdného a způsoby nákupu jízdenek (papírové jízdenky, SMS jízdenky, kupón na Lítačku) mají zůstat zachovány.
V pilotním projektu má být systém neveřejně testován na vybraných linkách. Podle zprávy z konce června 2018 má k nasazení dojít během srpna 2018. Nejdříve by měla být spuštěna mobilní aplikace a poté kompletní multikanálový odbavovací systém.